# Thanh Liệt, Hà Nội
Thanh Liệt là một phường thuộc thành phố Hà Nội, Việt Nam. 
Phường được hình thành trên cơ sở sáp nhập một phần các phường: Đại Kim (quận Hoàng Mai), Thanh Xuân Bắc và Hạ Đình (quận Thanh Xuân), Văn Quán (quận Hà Đông), một phần các xã Tả Thanh Oai, Thanh Liệt và Tân Triều của huyện Thanh Trì cũ, trong đợt Sáp nhập tỉnh, thành Việt Nam 2025.

## Lịch sử
Phường Thanh Liệt được thành lập theo Nghị quyết số 1656/NQ-UBTVQH15 của Ủy ban Thường vụ Quốc hội Việt Nam, ban hành ngày 16 tháng 6 năm 2025. Theo đó, sắp xếp một phần diện tích tự nhiên, quy mô dân số của các phường: phường Đại Kim (quận Hoàng Mai), phường Thanh Xuân Bắc, phường Hạ Đình (quận Thanh Xuân), phường Văn Quán (quận Hà Đông) và một phần các xã Tả Thanh Oai, Thanh Liệt và Tân Triều thuộc huyện Thanh Trì cũ thành phường mới có tên gọi là phường Thanh Liệt.

## Địa lý
Sau sắp xếp phường có diện tích tự nhiên 6,44 km2, quy mô dân số 76.238 người.
Phường có vị trí địa lý:
- Phía Bắc giáp phường Thanh Xuân và Khương Đình
- Phía Tây giáp phường Hà Đông, Đại Mỗ
- Phía Đông giáp phường Định Công và Hoàng Liệt
- Phía Nam giáp phường Kiến Hưng và xã Đại Thanh.[7]

## Hành chính
Trụ sở Đảng ủy phường đặt tại thôn Tràng thuộc xã Thanh Liệt cũ, trụ sở Uỷ ban nhân dân phường đặt tại thôn Triều Khúc thuộc xã Tân Triều cũ.

## Kinh tế
Phường Thanh Liệt có cơ cấu kinh tế như sau: dịch vụ - thương mại, bất động sản và giao thông vận tải. Trên địa bàn có nhiều cửa hàng tiện lợi, siêu thị mini, hệ thống quán ăn, cà phê và dịch vụ tiêu dùng. Dịch vụ - thương mại phát triển nhờ mật độ dân cư cao và quá trình đô thị hóa nhanh, với hoạt động vận tải hàng hóa, giao nhận, kho bãi nhỏ lẻ và vận tải cá nhân phát triển theo nhu cầu đô thị hóa. Phường Thanh Liệt phát triển bất động sản nhờ vị trí gần các tuyến đường giao thông như đường vành đai 3 và các khu đô thị lớn.

## Giao thông
Giao thông - vận tải phường Thanh Liệt có lợi thế lớn với các tuyến đường giao thông quan trọng như Nguyễn Xiển - Xa La, Kim Giang, đường 70, giúp kết nối thuận tiện với nội thành và các khu vực ngoại thành.

## Xã hội

### Y tế
Phường Thanh Liệt có một trong ba cơ sở của Bệnh viện K; hai cơ sở còn lại ở các phường Cửa Nam và Hoàng Liệt. Bệnh viện 09 cũng tọa lạc tại phường này.

### Giáo dục
Trên địa bàn có đầy đủ hệ thống trường công lập.
Các trường học tại phường gồm có Tiểu học Triều Khúc, Tiểu học Yên Xá, Tiểu học Phạm Tu, Tiểu học–THCS Tân Triều, Tiểu học–THCS Thanh Liệt, Tiểu học–THCS Thanh Xuân Nam, THCS Nguyễn Lân, THCS–THPT Lương Thế Vinh - Cơ sở Tân Triều, THPT Trần Hưng Đạo và Trường liên cấp THCS - Tiểu học Vietschool Pandora.
Cơ sở giáo dục cao hơn có Trường Đại học Công nghệ Giao thông Vận tải, Học viện Kỹ thuật Mật mã, Trường Đại học Sư phạm Nghệ thuật Trung ương và Trường cao đẳng Ngoại ngữ- Công nghệ và Truyền thông.

## Văn hóa
Theo Đài Phát thanh – Truyền hình Hà Nội, "phường Thanh Liệt khác biệt với nhiều vùng ven đô khác nhờ gìn giữ được các giá trị truyền thống như đình, đền và lễ hội cổ, ngay trong quá trình đô thị hóa nhanh." Trong đó, đình, chùa, đền ở các làng Yên Xá và Triều Khúc lần lượt được xếp hạng Di tích Lịch sử Văn hóa vào các năm 1990 và 1993.